# Normanella quarta
Normanella quarta är en kräftdjursart som beskrevs av Albert Monard 1935. Normanella quarta ingår i släktet Normanella och familjen Normanellidae. Inga underarter finns listade i Catalogue of Life.